# Yoshiko Okada
Yoshiko Okada (岡田嘉子, Okada Yoshiko, 21 de abril de 1902 – 10 de fevereiro de 1992) foi uma atriz japonesa. 

## Biografia
Yoshiko Okada nasceu em Hiroshima e estudou no curso de Arte e Design da Universidade Joshibi. Sua estreia cinematográfica se deu com o filme Dokuro no mai de Eizo Tanaka.
Na década de 1930, Yoshiko Okada era uma atriz renomada, fazia turnês com os maiores diretores japoneses de sua época, como Kenji Mizoguchi, Yasujiro Ozu, Mikio Naruse e Heinosuke Gosho. Ozu, inspirado pela sua atuação em Mata au hi made (1932), afirmou: "Ela estava excelente e não há dúvida de que há algo sensual em seus olhos".
Tendo se apaixonado pelo diretor comunista Ryōkichi Sugimoto, o casal preparou sua fuga do Japão imperialista e militarista para ingressar na URSS onde esperaram conquistar sua liberdade artística e viver um novo amor, já que ambos eram casados. Eles cruzaram a fronteira da província de Karafuto, na ilha de Sakhalin, em 3 de janeiro de 1938, mas foram rapidamente presos pela polícia soviética. Sugimoto foi executado como espião em 20 de outubro de 1939, e Yoshiko Okada foi condenada a dez anos de trabalhos forçados na gulag.

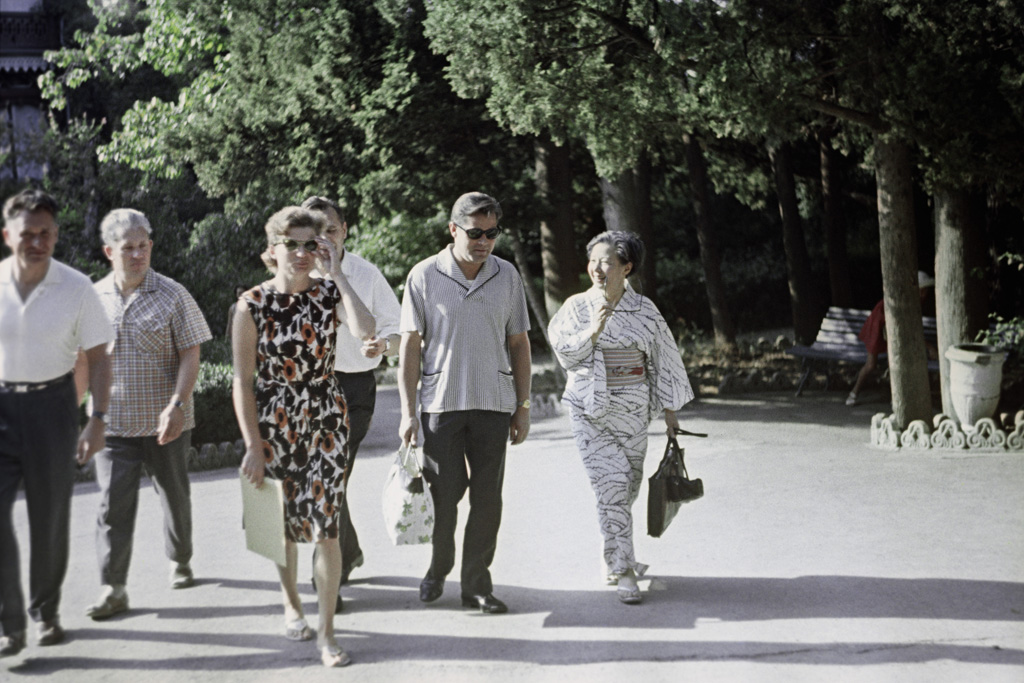
Valentina Tereshkova, Andrian Nikolaev e Yoshiko Okada em 1965

Solta no final de 1947, Yoshiko Okada trabalhou como locutora de japonês na Rádio Moscou na transmissão de literatura e teatro russo. Ela estudou na Academia Russa de Artes Teatrais e atuou pela primeira vez na URSS em 1959 na peça Onna no issho, do dramaturgo Kaoru Morimoto, que ela mesma havia traduzido para o russo. A peça foi apresentada no Teatro Mayakovsky e teve enorme sucesso.
Em 1961, Yoshiko Okada codirigiu, juntamente com o cineasta russo Boris Buneev, o filme Ten Thousand Boys (Десять тысяч мальчиков) destinado ao público infantil e não portando a imagem estereotipada dos japoneses como inimigos, geralmente transmitida pelos filmes soviéticos. O elenco foi formado por atores japoneses residentes na URSS, como a própria Okada e seu marido Shintaro Takiguchi, além de outros atores soviéticos de origem asiática.
Yoshiko Okada voltou a morar no Japão em 1972 e apareceu em peças teatrais e em alguns filmes, incluindo um episódio da série Otoko wa Tsurai yo em 1976 e no filme de 1978, Kōtei no inai hachigatsu, de Satsuo Yamamoto. Graças a perestroika implanta pelo governo Gorbachev, ela retornou à URSS em 1986.
Ela morreu em Moscou em 10 de fevereiro de 1992, onde posteriormente seus restos mortais foram enterrados no cemitério Tama, em Tóquio.
Yoshiko Okada apareceu em mais de cinquenta filmes entre os anos 1923 a 1986.

## Filmografia

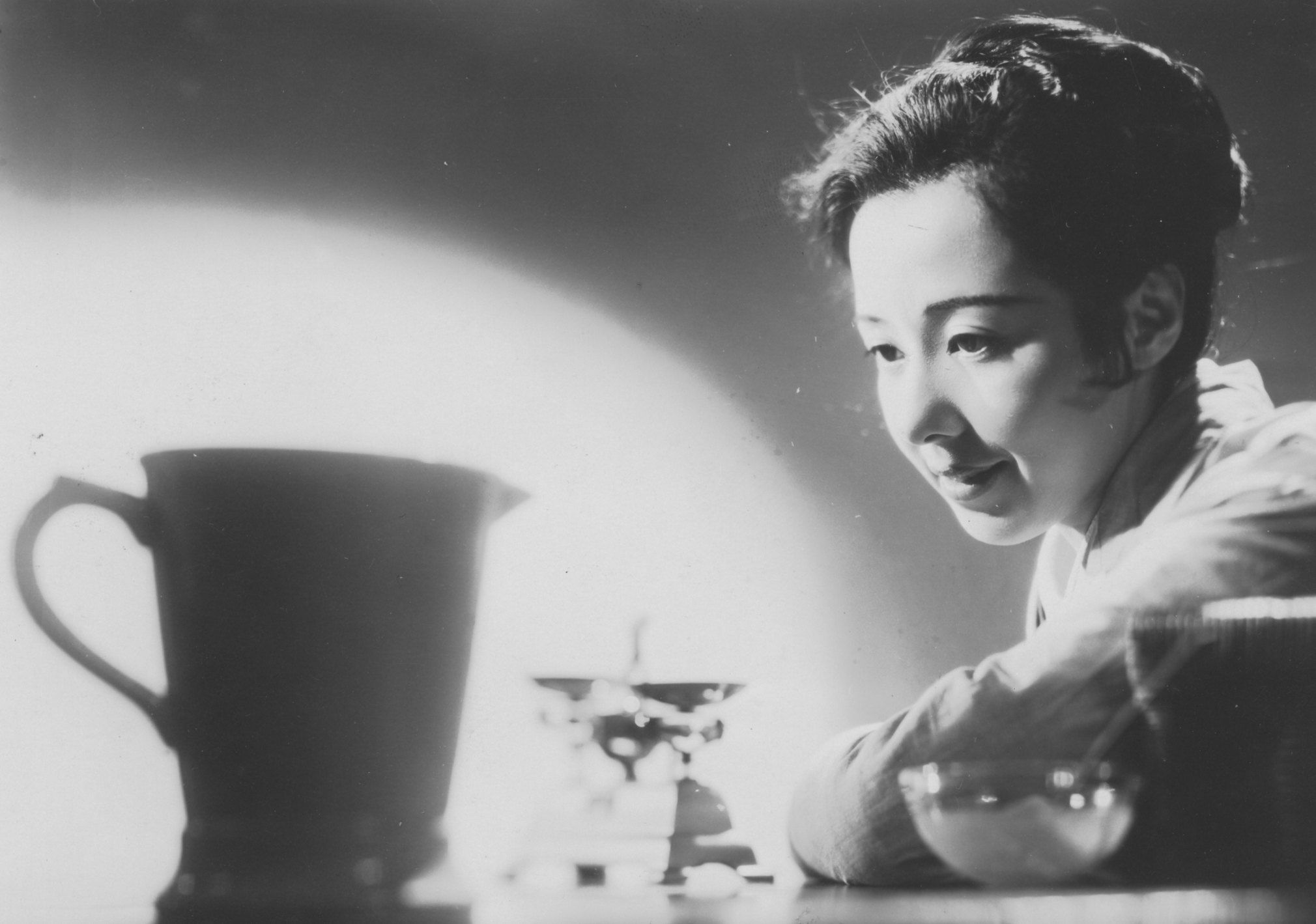
Yoshiko Okada em Ramūru (1933)

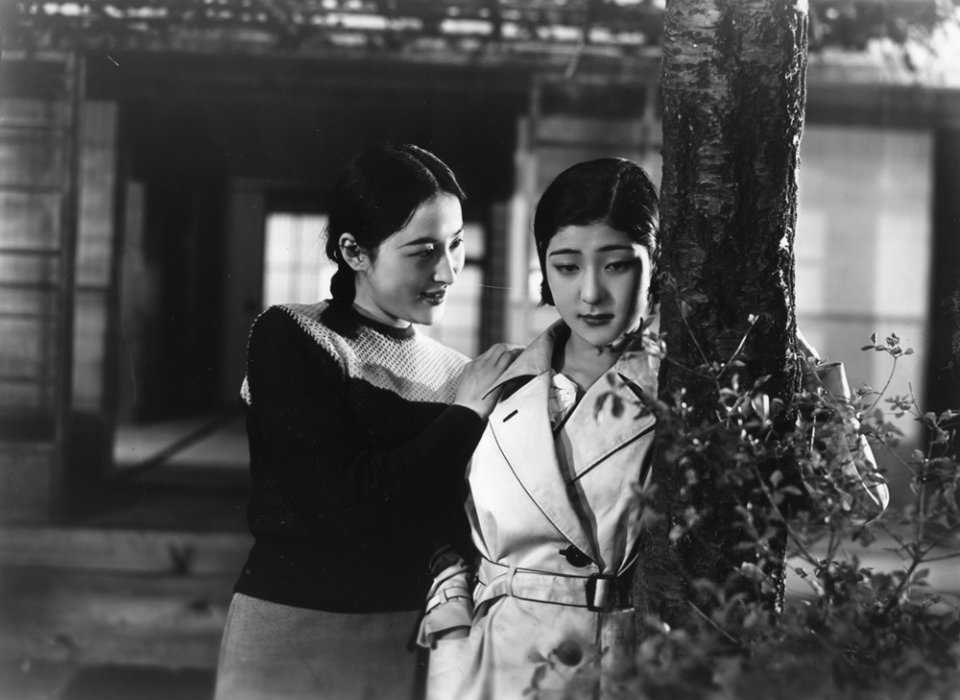
Yumeko Aizome e Yoshiko Okada em Tonari no Yae-chan (1934)

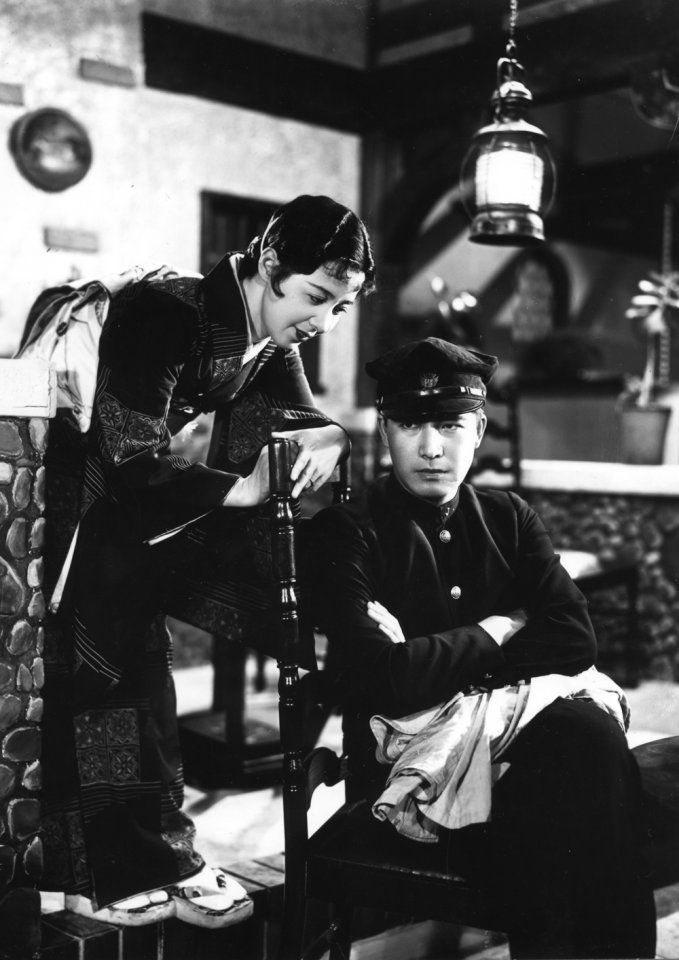
Yoshiko Okada e Den Obinata em Tonari no Yae-chan (1934)

A filmografia de Yoshiko Okada foi retirada do banco de dados JMDb.
- 1923: Dokuro no mai (髑髏の舞) (dir. Eizō Tanaka)
- 1923: Chi no senrei (血の洗礼) (dir. Osamu Wakayama)
- 1923: Dokujin (毒塵) (dir. Kiyomatsu Hosoyama)
- 1923: Yama no higeki (山の悲劇) (dir. Kensaku Suzuki)
- 1925: Machi no Tejinashi (街の手品師, Machi no Tejinashi) (dir. Minoru Murata)
- 1925: Daichi wa hohoemu daiippen (大地は微笑む 第一篇) (dir. Kenji Mizoguchi)
- 1925: Daichi wa hohoemu dainihen (大地は微笑む 第二篇) (dir. Osamu Wakayama)
- 1925: Daichi wa hohoemu daisanhen (大地は微笑む 第三篇) (dir. Kensaku Suzuki)
- 1925: Akutagawa kōshi no adauchi (芥川孝子の仇討) (dir. Kōkichi Tsukiyama)
- 1925: Shirayuri wa nageku (白百合は歎く) (dir. Kenji Mizoguchi)
- 1925: Shinpai gomuyō (心配御無用) (dir. Kensaku Suzuki)
- 1925: Bokō no tameni (母校の為めに) de Yutaka Abe
- 1925: Gaijo no suketchi (小品映画集) (dir. Kenji Mizoguchi)
- 1925: Ningen (人間) (dir. Kenji Mizoguchi)
- 1926: Shōri no mae ni (勝利の前に) (dir. Genjiro Saegusa)
- 1926: Shinsei no aikō (新生の愛光) (dir. Yutaka Abe)
- 1926: Ai no kikōshi (愛の貴公子) (dir. Ritsu Kusuyama)
- 1926: Kyōkō to Shizuko (京子と倭文子) (dir. Yutaka Abe)
- 1926: Nichirin: Zenpen (日輪 前篇) (dir. Minoru Murata)
- 1926: Nichirin: Kōhen (日輪 後篇) (dir. Minoru Murata)
- 1926: Kyōren no onna shishō (狂恋の女師匠) (dir. Kenji Mizoguchi)
- 1926: Suketina bijin (素敵な美人) (dir. Minoru Murata)
- 1926: Shinshū danji no iki (神州男児の意気) (dir. Minoru Murata)
- 1927: Seiji no yūsha (正義の勇者) (dir. Tomotaka Tasaka)
- 1927: Kare o meguru gonin no onna (彼を繞る五人の女) (dir. Yutaka Abe)
- 1932: Jinbin (人罠) (dir. Hōtei Nomura)
- 1932: Chikyōdai (乳姉妹) (dir. Hōtei Nomura)
- 1932: Josei no kirifuda (女性の切札) (dir. Hōtei Nomura)
- 1932: Mata au hi made (また逢ふ日まで) (dir. Yasujirō Ozu)
- 1932: Chūshingura: Akō Kyō no maki (忠臣蔵 前篇 赤穂京の巻) (dir. Teinosuke Kinugasa)
- 1932: Chūshingura: Edo no maki (忠臣蔵 後篇 江戸の巻) (dir. Teinosuke Kinugasa)
- 1932: Nasaku naka (生さぬ仲) (dir. Mikio Naruse)
- 1933: Tōkyō no Onna (東京の女) (dir. Yasujirō Ozu)
- 1933: Nakinureta haru no onna yo (泣き濡れた春の女よ) (dir. Hiroshi Shimizu)
- 1933: Shojo-yo sayonara (処女よ、さよなら) (dir. Heinosuke Gosho)
- 1933: Sasurai no otome (さすらいの乙女) (dir. Hōtei Nomura)
- 1933: Tōkyō ondo (東京音頭) (dir. Hōtei Nomura)
- 1933: Ramūru (愛撫) (dir. Heinosuke Gosho)
- 1933: Chinchōge (沈丁花) (dir. Hōtei Nomura)
- 1934: Kanraku no yo wa fukete (歓楽の夜は更けて) (dir. Yoshinobu Ikeda)
- 1934: Tōyō no haha (東洋の母) (dir. Hiroshi Shimizu)
- 1934: Tonari no Yae-chan (隣の八重ちゃん) (dir. Yasujiro Shimazu)
- 1934: Ippongatana dohyōiri (一本刀土俵入り) (dir. Teinosuke Kinugasa)
- 1935: Seppun jūjiro (接吻十字路) (dir. Keisuke Sasaki)
- 1935: Mono iwanu ane (もの言はぬ姉) (dir. Keisuke Sasaki)
- 1935: Reijin shakōba (麗人社交場) (dir. Hiromasa Nomura)
- 1935: Eikyū no ai: Zenpen (永久の愛 前篇) (dir. Yoshinobu Ikeda)
- 1935: Eikyū no ai: Kōhen (永久の愛 後篇) (dir. Yoshinobu Ikeda)
- 1935: Tōkyō no yado (東京の宿) (dir. Yasujirō Ozu)
- 1935: Tenpō Yasubei (天保安兵衛) (dir. Minoru Inuzuka)
- 1936: Hatsusugata shusse kaidō (初姿出世街道) (dir. Kyōtarō Namiki)
- 1937: Oshizu Reizō (お静礼三) (dir. Tatsuo Ōsone)
- 1961: Ten Thousand Boys (Десять тысяч мальчиков) (dir. Boris Buneev e Yoshiko Okada)[5]
- 1976: Otoko wa tsurai yo: Torajirō yūyake koyake (男はつらいよ 寅次郎夕焼け小焼け) (dir. Yōji Yamada)
- 1978: Orenji rōdo kyūkō (オレンジロード急行) (dir. Kazuki Ōmori)
- 1978: Kōtei no inai hachigatsu (皇帝のいない八月) (dir. Satsuo Yamamoto)
- 1986: Don Matsugorō no seikatsu (ドン松五郎の生活) (dir. Shin'ichi Nakada)